# Cynisca muelleri
Cynisca muelleri là một loài bò sát trong họ Amphisbaenidae. Loài này được Strauch mô tả khoa học đầu tiên năm 1881.